# Couronne (1632)
Pour les autres navires du même nom, voir Couronne (navire).
La Couronne est un navire de guerre français en service de 1637 à 1643. C'est un vaisseau de haut bord, portant 72 canons sur deux ponts, l'un des premiers construits en France à l'initiative de Richelieu qui veut donner à Louis XIII, dont il est le principal ministre, une véritable marine de guerre.

## Caractéristiques
La coque du vaisseau fait 167 pieds de long (54,2 mètres) hors-tout, ou 200 pieds depuis le bâton de pavillon jusqu'à l'éperon ; elle fait 46 pieds de large au maître-bau (14,9 mètres), avec un tirant d'eau de 17 pieds (5,5 mètres).
Ses formes sont héritées des caraques et des galions, avec de hauts gaillards. La chambre du capitaine fait 30 pieds sur 26.
Imité des équivalents construits en Angleterre (notamment le HMS Prince Royal, le premier trois-ponts lancé en 1610) et aux Provinces-Unies (comme le Saint-Louis acheté en 1626 par Richelieu pour la marine de Louis XIII), il est le contemporain du Vasa (suédois mais de conception hollandaise, lancé en 1627) et du HMS Sovereign of the Seas (anglais, lancé en 1637).
Si le chêne provient des forêts de Bretagne, les canons, les mâts et une partie des cordages de chanvre proviennent de Suède, grâce à l'alliance franco-suédoise signée le 13 janvier 1631. Quant au constructeur du vaisseau, il est dieppois (Charles Morieu), mais formé par des Hollandais.
L'armement est théoriquement de 72 canons de bronze :
- 32 canons de 18 livres en première batterie ;
- 24 canons de 9 livres en seconde batterie ;
- 16 canons de 6 livres sur les gaillards.

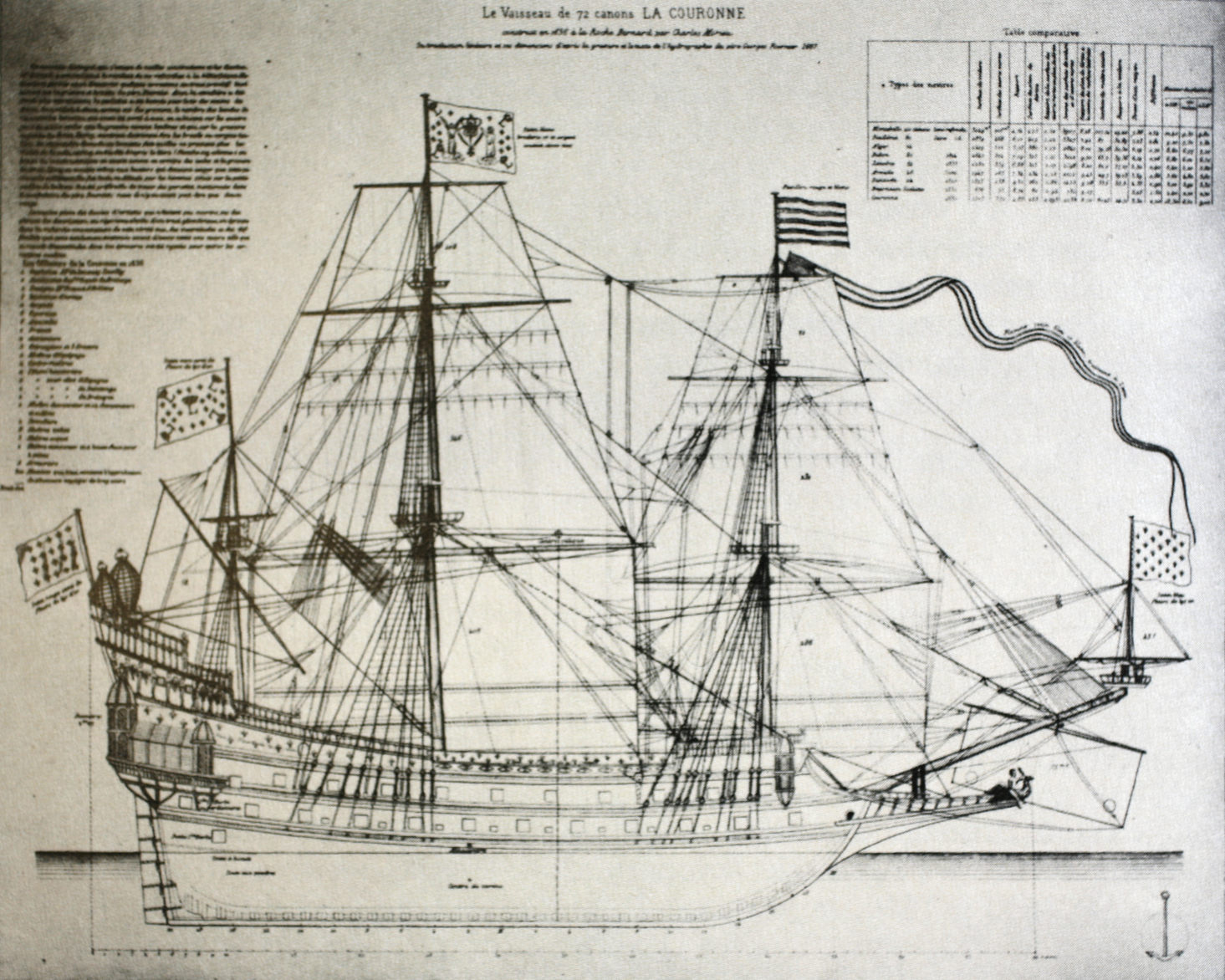
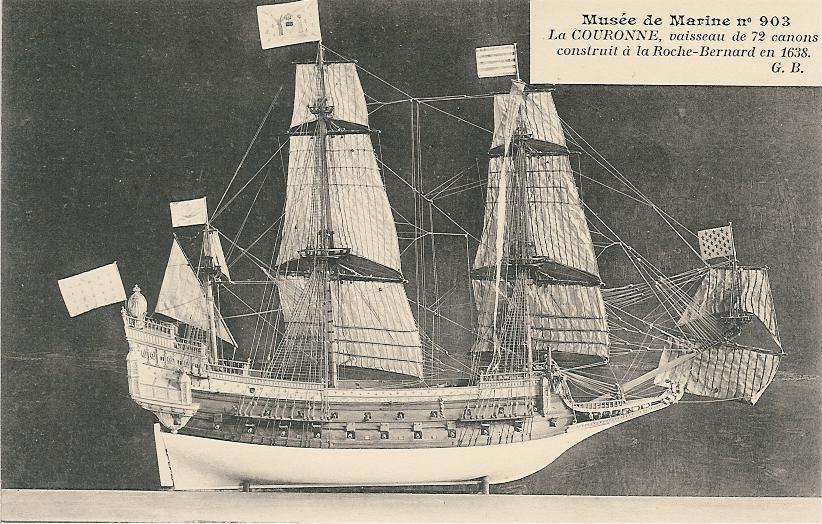
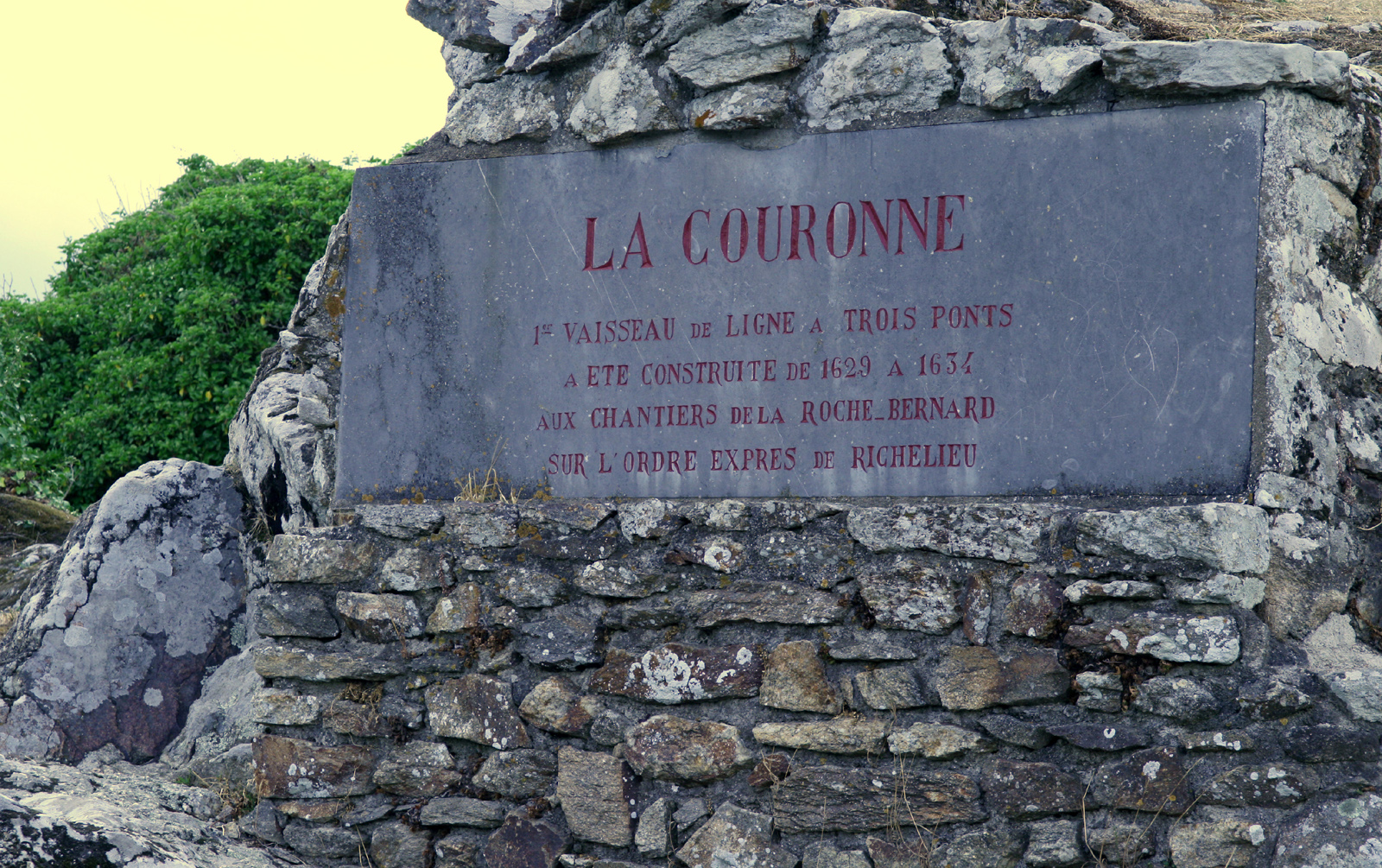
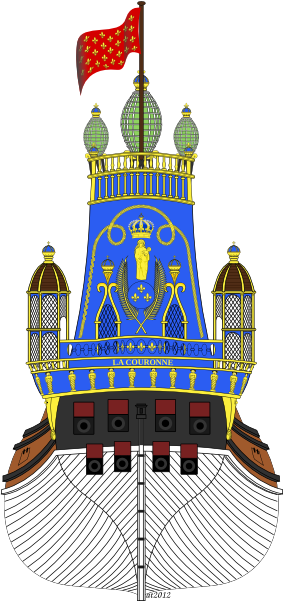

Il faut 643 hommes pour armer ce vaisseau.

## Une courte carrière

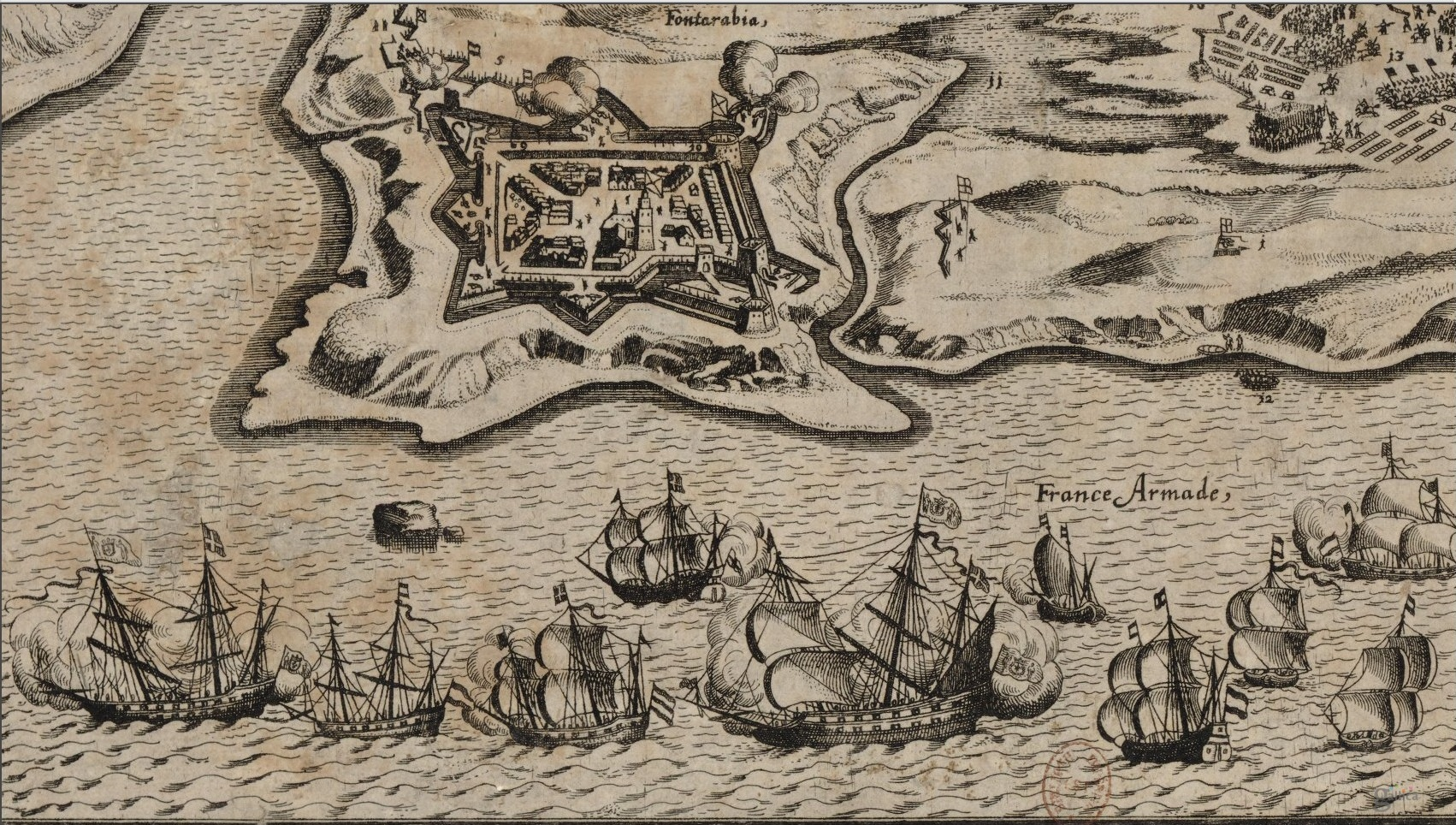
Le siège de Fontarabie et la bataille de Guetaria en 1638, seuls véritables faits d'armes de la Couronne.

La Couronne est construite à La Roche-Bernard, en Bretagne, au fond de l'embouchure de la Vilaine. Mise en chantier en 1634, elle est lancée en 1637, la même année que le Sovereign of The Seas anglais.
Le vaisseau participe à la guerre de Trente Ans, notamment lors du siège de Fontarabie et à la bataille de Guetaria en 1638 sous les ordres de l'archevêque de Bordeaux, l'amiral de Sourdis, comme navire amiral de la flotte du Ponant.
Coûteux bâtiment de prestige, il ne survit pas à Richelieu. Il est rayé de la flotte française en 1643 et décrit par le père Fournier dans sa célèbre Hydrographie publiée cette même année,. La brièveté de sa carrière s'explique aussi par ses qualités nautiques insuffisantes. Sa construction permet néanmoins aux chantiers navals français débutants d'acquérir un précieux savoir-faire.